# 校條拳太朗
校條 拳太朗（めんじょう けんたろう、1990年11月2日 - ）は、岐阜県出身の日本の俳優・タレントである。G-STAR.PRO所属。

## 来歴
地元のヒーローショーにてスーツアクターを経験した。
2013年に舞台『弱虫ペダル』箱根学園篇～眠れる直線鬼～にてパズルライダーとして出演し、俳優デビュー。
2015年にGEKIIKE本公演第7回『月下燦然ノ星』で主演を務めた。
2016年に公演された2.5次元ダンスライブ『ツキウタ。』ステージでは睦月始を演じた。
2018年12月31日、所属していたスタービートエンターテイメントLLCとのマネジメント契約満了のため退所。それに伴い、同社主催の劇団GEKIIKEを脱退。
翌年4月1日に、自身の個人Twitterにてジースター・プロに所属したことを報告。

## 人物
アクロバット・ブレイクダンス・パルクール・アニメーションダンス・ボクシング・バイオリンを特技とする。
身長は174cmである。

## 出演

### 舞台
- 舞台『弱虫ペダル』箱根学園篇～眠れる直線鬼～（2013年1月30日 - 2月6日、紀伊國屋サザンシアター） - パズルライダー
- SING!（2013年6月5日 - 9日、東京芸術劇場シアターウエスト / 6月14日 - 16日、世界館）
- GEKIIKE本公演
  - GEKIIKE本公演第4回『空翔ける雷鳴の夜に』（2013年11月21日 - 12月1日、劇場Vatios）- 刈谷敦士 役
  - GEKIIKE本公演第5回『宵闇に咲く雨』（2014年10月3日 - 14日、シアター風姿花伝）- 八咫烏 役
  - GEKIIKE本公演第6回『空翔ける雷鳴の夜に』-再演-（2015年4月4日・5日、薫的会館 / 4月10日 - 20日、シアター風姿花伝）- 刈谷敦士 役
  - GEKIIKE本公演第7回『月下燦然ノ星-帝都奇譚-』（2015年10月15日 - 26日、シアターグリーンBox in Box）- 主演・三浦和人 役
  - GEKIIKE本公演第8回『あまつきつねの鬼灯』（2016年11月17日 - 28日、シアターグリーンBox in Box）- 鹿奈汰 役[5]
  - GEKIIKE本公演第9回『漆黒ノ戰花』（2018年1月17日 - 28日、新宿村LIVE）- VAN 役
- 舞台『K』（2014年8月6日-10日、六本木ブルーシアター） - 秋山氷杜 役
- Asterism
  - Asterism vol,01『アルビノ』（2015年1月21日 - 25日、シアター風姿花伝）- 主演・白杜悠 役
  - Asterism vol,02『Judgment Day』（2016年4月8日 - 11日、シアター風姿花伝）- 鳴海 役
  - Asterism vol,03『NoLimit』（2016年7月8日 - 13日、TACC1179）- 主演・結城圭吾 役
  - Asterism vol,04『The Last Song』（2017年5月22日、シアターグリーンBox in Box）- 主演
  - Asterism vol,05『NoLimit-Replays』（2017年11月2日 - 13日、シアターグリーン Big Tree Theater）- 主演・結城圭吾 役
- Office ENDLESS produce vol.16『桜の森の満開の下/仄々明晰夢』[6]（2015年2月14日 - 22日、中目黒キンケロ・シアター）- オオヌキトオル役
- 舞台『アルカナ・ファミリア』- デビト 役
  - 舞台『アルカナ・ファミリア valentino』（2016年1月20日 - 27日、あうるすぽっと）[7]
  - 舞台『アルカナ・ファミリア2 -23枚目のタロッコ-』（2016年9月7日 - 11日、シアターサンモール）[8]
  - 舞台『アルカナ・ファミリア 幽霊船の秘密』（2017年9月16日 - 24日、シアターサンモール）
- ダイヤのA THE LIVE - 金丸信二 役
  - ダイヤのA THE LIVE2（2016年3月28日 - 4月3日、天王洲 銀河劇場 / 名古屋文理大学文化フォーラム / 森ノ宮ピロティホール）[9]
  - ダイヤのA THE LIVE3（2016年8月19日 - 9月4日、Zeppブルーシアター六本木）[10]
- 2.5次元ダンスライブ『ツキウタ。』ステージ - 睦月始 役
  - 2.5次元ダンスライブ『ツキウタ。』ステージ Ver.BLACK（2016年4月23日 - 5月1日）
  - 2.5次元ダンスライブ『ツキウタ。』ステージ 第2幕『月歌奇譚〜夢見草〜』（2016年9月27日 - 10月31日、六本木ブルーシアター）[11][12]
  - 2.5次元ダンスライブ『ツキウタ。』ステージ TRI! SCHOOL REVOLUTION! Ver.BLACK（2017年3月8日 - 12日）
  - 2.5次元ダンスライブ『ツキウタ。』ステージ 第4幕『Lunatic Party』（2017年10月11日 - 15日、六本木ブルーシアター）
  - 2.5次元ダンスライブ『ツキウタ。』ステージ 第5幕『Rabbits Kingdom』（2017年11月30日 - 12月3日、サンケイホールブリーゼ / 12月7日 - 22日、AiiA 2.5 Theater Tokyo）
  - 2.5次元ダンスライブ『ツキウタ。』ステージ 第6幕『紅縁』（2018年10月18日 - 11月4日、品川ステラボール）[13][14]
  - 2.5次元ダンスライブ『ツキウタ。』ステージ 第7幕『CYBER-DIVE-CONNECTION』（2018年12月5日 - 9日、ヒューリックホール東京 / 12月13日 - 16日、メルパルクホール）[15][16]
  - 2.5次元ダンスライブ『ツキウタ。』ステージ 第8幕『TSUKINO EMPIRE-Unleash your mind』（2019年3月27日 - 3月31日、舞浜アンフィシアター）[17][18]
- キャプテンハーロック～次元航海～（2016年6月8日 - 12日、新宿村LIVE）- ヤス 役
- happy happy dreaming vol .12X4121『TOU』JUKAI-DEN-□（2017年1月29 - 2月7日、全労済ホール／スペース・ゼロ / 2017年2月18日 - 19日、近鉄アート館）[19]
- 『プリンス・オブ・ストライド THE LIVE STAGE』シリーズ - 維田天 役[20]
  - 『プリンス・オブ・ストライド THE LIVE STAGE』エピソード3（2017年6月17日 - 25日、シアター1010 / 6月30日 - 7月2日、森ノ宮ピロティホール）
  - 『プリンス・オブ・ストライド THE LIVE STAGE』エピソード4（2017年8月14日 - 20日、シアター1010 / 8月25日 - 27日、豊中市立文化芸術センター 大ホール）
- 舞台『ピッッツァ☆』（2017年12月22日 - 12月30日、シアターサンモール）- ゲスト ※29日のみ出演[21]
- 新生 ミュージカル『薄桜鬼』土方歳三 篇（2018年4月21日 - 23日、新神戸オリエンタル劇場 / 4月28日 - 5月1日、明治座（特別公演））- 不知火匡 役[22]
- 演劇集団Z-Lion公演
  - 東京・大阪・名古屋公演 2018『まっ透明なAsoべんきょ～』（2018年5月23日 - 27日、俳優座劇場 / 6月2日・3日、ABCホール / 6月6日 - 7日、熱田文化小劇場）- 勇真 役[23]
  - 東京・名古屋・大阪公演 2019『a Novel 文書く show』（2019年5月29日 - 6月2日、俳優座劇場 / 6月4日・5日、東別院ホール / 6月7日 - 9日、ABCホール）[24]
  - 演劇集団Z-Lion第11回公演『裏からGood Schoolへ』（2019年11月20日 - 24日、シアターサンモール）- 大平健斗 役[25]
- 音楽劇『Zip&Candy』（2019年7月4日 - 14日、俳優座劇場） - ステイ区長[26]
- 舞台『DARKNESS HEELS〜THE LIVE〜』（2019年9月13日、新座市民会館 / 2019年9月18日 - 23日、シアター1010）- 主演・ウルトラマンベリアル 役[27]
- 舞台『宇宙戦艦ティラミス』- スバル・イチノセ 役
  - 舞台『宇宙戦艦ティラミス』（2018年7月25日 - 31日、シアターサンモール / 8月11日 - 12日、ABCホール）[28][29][30]
  - 舞台『宇宙戦艦ティラミスⅡ』～蟹・自分でむけますか～（2019年12月27日 - 29日、IMPホール / 2020年1月8日 - 19日、品川プリンスホテル クラブeX）[31][32]
  - 舞台『宇宙戦艦ティラミス』～銀河列車で遊郭行きてぇなぁ編～（2022年10月7日 - 16日、こくみん共済 coop ホール／スペース・ゼロ）[33]
  - 舞台『宇宙戦艦ティラミス』完結編〜ファイナルラストはエンドの終わり〜（2023年9月2日・3日、瑞穂市サンシャインホール / 9月7日 - 17日、IMAホール）[34]
- 舞台『タイムトラブルバルコニー』（2020年1月31日 - 2月9日、シアターサンモール）- 森沢啓輔 (メガネ) 役[35]
- 舞台『炎炎ノ消防隊』（2020年7月29日 - 8月2日、梅田芸術劇場 シアター・ドラマシティ / 8月6日 - 9日、KT Zepp Yokohama）- カリム・フラム 役[36][37]
- THE INSTANT（2020年10月31日・11月1日配信）[38]
- ホテルアヴニール（2020年12月9日 - 13日、Theater Mixa）- ケンタ/美濃部役 [39][40]
- 舞台『元号男子』（2021年3月4日 - 14日、大手町三井ホール）- 昭和 役 ※新型コロナウィルス感染症の影響で公演中止（無観客収録映像配信）
- 舞台『WORLD』シリーズ- 主演・三上龍司 役
  - 舞台『WORLD～Change The Sky～』（2021年6月27日 - 7月4日、なかのZERO 大ホール）[41]
  - 舞台『WORLD〜Run for the Sun～』（2022年9月3日 - 11日、こくみん共済 coop ホール／スペース・ゼロ）[42]
- 舞台『元号男子～回顧～』（2021年9月16日 - 19日、ヒューリックホール東京）- 昭和 役※新型コロナウィルス感染症の影響で公演中止[43]
- LIVE STAGE『スケートリーディング☆スターズ』(2021年10月22日 - 31日、品川プリンスホテル ステラボール）- 姫川泉澄 役[44]
- 舞台『ぼくらの七日間戦争 2022』（2022年2月2日 - 6日、東京建物 Brillia HALL）- 主演・菊地英治 役 ※新型コロナウィルス感染症の影響で2日・3日の公演が中止[45]
- 舞台『無人島に生きる十六人』（2022年4月15日 - 24日、こくみん共済 coop ホール／スペース・ゼロ）- 範多ウィリアム 役[46]
- DisGOONie Presents Vol.11 舞台『Little Fandango』（2022年6月10日 - 19日、EX THEATER ROPPONGI / 7月2日・3日、COOL JAPAN PARK OSAKA WWホール）- パット・ギャレット 役[47]
- 朗読劇『星降る街』（2022年7月10日、大手町三井ホール）- Bチーム 裕人 役 ※仲田博喜の代役
- 朗読劇「青空」（2022年11月3日、博品館劇場） - 大和 役[48][49]
- 舞台『新選組始末記』（2022年11月11日 - 20日、ヒューリックホール東京）[50]
- 七人のおたく cult seven THE STAGE（2023年3月4日 - 12日、紀伊國屋サザンシアター TAKASHIMAYA / 3月18日・19日、サンケイホールブリーゼ） - 田川孝 役[51]
- 播磨谷ムーンショット（2023年4月7日 - 16日、あうるすぽっと）[52]
- 舞台「珈琲いかがでしょう」（2023年5月17日 - 21日、シアター1010） - 主演・青山一 役[53]
- 狂音文奏楽「文豪メランコリー」（2023年6月29日 - 7月9日、六行会ホール） - 谷崎潤一郎 役[54]
  - 狂音文奏楽「文豪メランコリー:Re」（2024年6月26日 - 30日、博品館劇場）[55]
- 舞台 華の天羽組 -天京戦争編-powered byヒューマンバグ大学（2023年12月9日 - 17日、品川プリンスホテル クラブeX） - 久我虎徹 役[56]
  - 舞台 京極の轍-京羅戦争編-powered byヒューマンバグ大学（2024年5月17日 - 26日、新宿FACE）[57]
- 朗読劇『スタートライン』（2024年11月4日、ヒューリックホール東京）[58]
- コメディ朗読劇CONTELLING『とりあえずウーロン茶』（俳優編）（2024年12月20日、よみうり大手町ホール）[59]
- SF空想科学朗読劇『宇宙戦争』(2025年1月13日、I'M A SHOW）[60]
- 劇団ホチキス 第50回本公演『妻らない極道たち』（2025年4月2日 - 6日、こくみん共済 coop ホール/スペース・ゼロ / 4月20日、メニコン シアターAoi）[61]
- あの夏、君と出会えて〜幻の甲子園で見た景色〜（2025年8月23日 - 31日〈予定〉、サンシャイン劇場 / 9月6日 - 14日〈予定〉、大阪松竹座  / 9月20日〈予定〉、金沢市文化ホール / 9月23日〈予定〉、広島国際会議場フェニックスホール / 9月26日 - 28日〈予定〉、御園座）[62]

### その他
- 2.5次元ダンスライブ『ツキウタ。』ステージ ダンスライブ - 睦月始 役
  - ツキプロ祭・冬の陣 昼の部 2.5次元ダンスライブ ツキステ。LUNATIC LIVE（2016年12月4日、パシフィコ横浜 国立大ホール）
  - TSUKISTA. Memorial Tour 2018（2018年2月13日 - 3月11日、東京・大阪・名古屋・仙台・台湾）
  - LUNATIC LIVE 2018（2018年12月26日 - 12月27日、大宮ソニックシティ大ホール）
- Birthdayイベント 拳祭
  - 拳祭2019（2019年11月2日）
  - 拳祭2020（2020年11月22日、全電通ホール）
  - 拳祭2021（2021年11月13日配信）
- そりパ
  - vol.20 パッピーパレンタイン（2020年2月18日、渋谷シダックスカルチャーホール）第1部ゲスト
  - vol.24 〜ありがとう2020〜 そりパ☆忘年会☆（2020年12月5日、ベルサール西新宿）第2部ゲスト
  - vol.30（2022年4月30日、Alice aqua garden田町）第1部、第2部ゲスト
- 友常勇気 4TH Birthday Event ～お誕生日会2020～（2020年2月22日、浜離宮朝日ホール）第2部ゲスト
- 鷲尾修斗34thバースデーイベント（2021年12月27日、YMCAアジア⻘少年センター スペースYホール）第2部ゲスト
- 大忘年会！タットーーク！ ～Part.2～（2021年12月29日、SUBIR AKASAKA TOKYO）第3部ゲスト
- 映画『ボクらの島冒日記』公開記念イベント～夏祭り～（2022年8月13日、池袋Hall Mixa）

### 映画
- 月下燦然ノ星 THE MOVIE（2016年10月1日公開）- 三浦和人 役
- 短編映画『Mistake』（2021年）-主演・佐藤慎太郎役
- ボクらの島冒日記（2022年8月14日公開）-村上役
- 静かなるドン（2023年5月12日公開）-半グレ役
- THIS MAN（2024年6月7日公開）-天辻新役 [63][64]
- ファストブレイク（2024年11月22日公開） - 貸川永吾 役[65][66]

### テレビドラマ
- CD1515（2020年5月 -、BSフジ） - 蜂須賀煌 役
- ペアキュン～コンビ結成秘話を勝手にドラマ化～（2021年9月16日）・ドラマパート『鬼越トマホークの勝手にドラマ』- 金ちゃん 役[67][68]
- 今野敏サスペンス 警視庁強行犯係 樋口顥 ー炎上ー（2024年4月1日）-木村弘樹 役
- 君が獣になる前に 第9話（2024年6月1日、テレビ東京） - 俳優 役[69]

## 書籍
- ネオメン（2019年10月4日、イーネット・フロンティア）[70][71]
- フォトマガジン『Stage Actor Alternative #3』（2020年6月）[72]